# Krásné nad Svratkou
Krásné (deutsch Krasna, auch Krasne, Krassnow) ist eine Gemeinde in Tschechien. Sie liegt zehn Kilometer südwestlich von Polička und gehört zum Okres Žďár nad Sázavou.

## Geographie
Krásné befindet sich im Südosten der Saarer Berge am rechten Ufer der Svratka an der Einmündung des Krásenský potok. Das mährische Dorf liegt unmittelbar an der entlang der Svratka verlaufenden historischen Landesgrenze zu Böhmen, der Ortsteil Mrhov liegt auf böhmischem Gebiet. Nordöstlich erhebt sich der Na Lunáku (624 m), im Südosten der Strom (Stromberg, 771 m), südlich der Buchtův kopec (Löwenberg, 813 m), im Südwesten der Vysoký kopec (Hoher Berg, 806 m) und nordwestlich der Hatě (655 m).
Nachbarorte sind Mrhov, Světy und Pustá Rybná im Norden, Maděra und Telecí im Nordosten, Spělkov im Osten, U Benešů und Javorek im Südosten, Daňkovice im Süden, Zálesí und Podlesí im Südwesten, České Milovy im Westen sowie Březiny im Nordwesten.

## Geschichte
Die Besiedlung des Grenztales zu Böhmen erfolgte wahrscheinlich zu Beginn des 11. Jahrhunderts. In dieser Zeit entstand auch die Kirche. Erstmals schriftlich erwähnt wurde der zur Herrschaft Pernstein gehörige Ort im Jahre 1250. Bei der Teilung der Herrschaft Pernstein durch Wilhelm II. von Pernstein kam Krasna ab dem Jahre 1500 zum Neustadtl-Ingrowitzer Anteil und war von 1564 bis 1848 Teil der Herrschaft Ingrowitz. 1588 verkaufte Jan von Pernstein die Ingrowitzer Güter an Paul Katharyn von Katharn. 1603 erwarb Wilhelm Dubský von Třebomyslice den Besitz. Seine Güter wurden nach der Schlacht am Weißen Berg 1624 konfisziert und Stephan Schmidt von Freyhofen als Ausgleich für kaiserliche Schulden überlassen. 1778 kauften die Grafen Belcredi die Herrschaft von Marie Antonie von Waldorf.
Nach der Aufhebung der Patrimonialherrschaften bildete Krásná mit dem Ortsteil Valdorf ab 1850 eine Gemeinde im politischen Bezirk Neustadtl. Seit 1921 führt die Gemeinde den Namen Krásné. 1922 bildete Valdorf eine eigene Gemeinde. 1949 wurde Krásné dem Okres Polička zugeordnet. 1961 wurde Mrhov, das zuvor zu Telecí gehört hatte, eingemeindet; zugleich kam die Gemeinde zum Okres Žďár nad Sázavou.

## Gemeindegliederung
Die Gemeinde Krásné besteht aus den Ortsteilen Krásné (Krasna) und Mrhov (Mrhow). Grundsiedlungseinheiten sind Krásné díl 1 und Krásné díl 2.

## Sehenswürdigkeiten

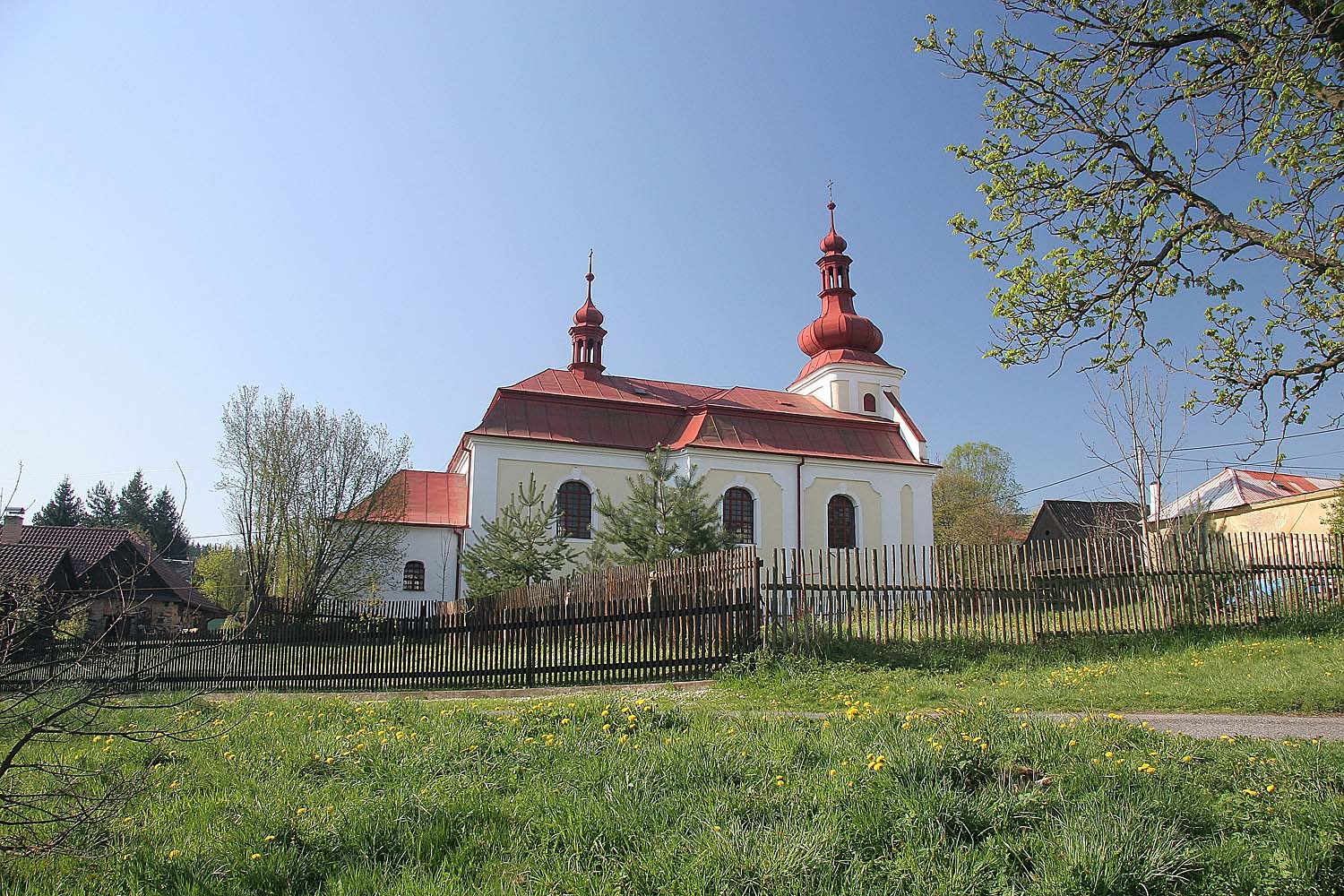
Kirche des hl. Wenzel

Seit dem 13. Jahrhundert ist die barocke Kirche des hl. Wenzel schriftlich belegt. Bei Sanierungsarbeiten wurden im Jahre 1985 romanische Fenster aufgefunden und die Entstehung der Kirche an den Anfang des 11. Jahrhunderts datiert.
Weitere Sehenswürdigkeiten sind eine Kapelle sowie eine geschützte Linde.